# Переј
Переј је био личност из грчке митологије.

## Етимологија
Његово име има значење „трговац робљем“.

## Митологија
Родитељи су му били Елат и Лаодика, а брат му је био Стимфал. Био је Неерин отац. Помињали су га Аполодор и Паусанија.